# Maria Collan
Maria Margareta Collan, född Pacius 16 maj 1845 i Helsingfors, död 17 januari 1919 där, var en finländsk sångerska och sångpedagog. Hon var gift med tonsättaren Karl Collan och dotter till tonsättaren Fredrik Pacius.
Maria Collan framträdde efter studier i Hamburg (Adolf Schultze) och Dresden (Aloysia Krebs-Michalesi) med framgång som vissångerska och verkade senare som sånglärare i Helsingfors.
Hennes dotter var pianisten Maria Beaurain (1869–1937).